# Adolf-Bender-Zentrum

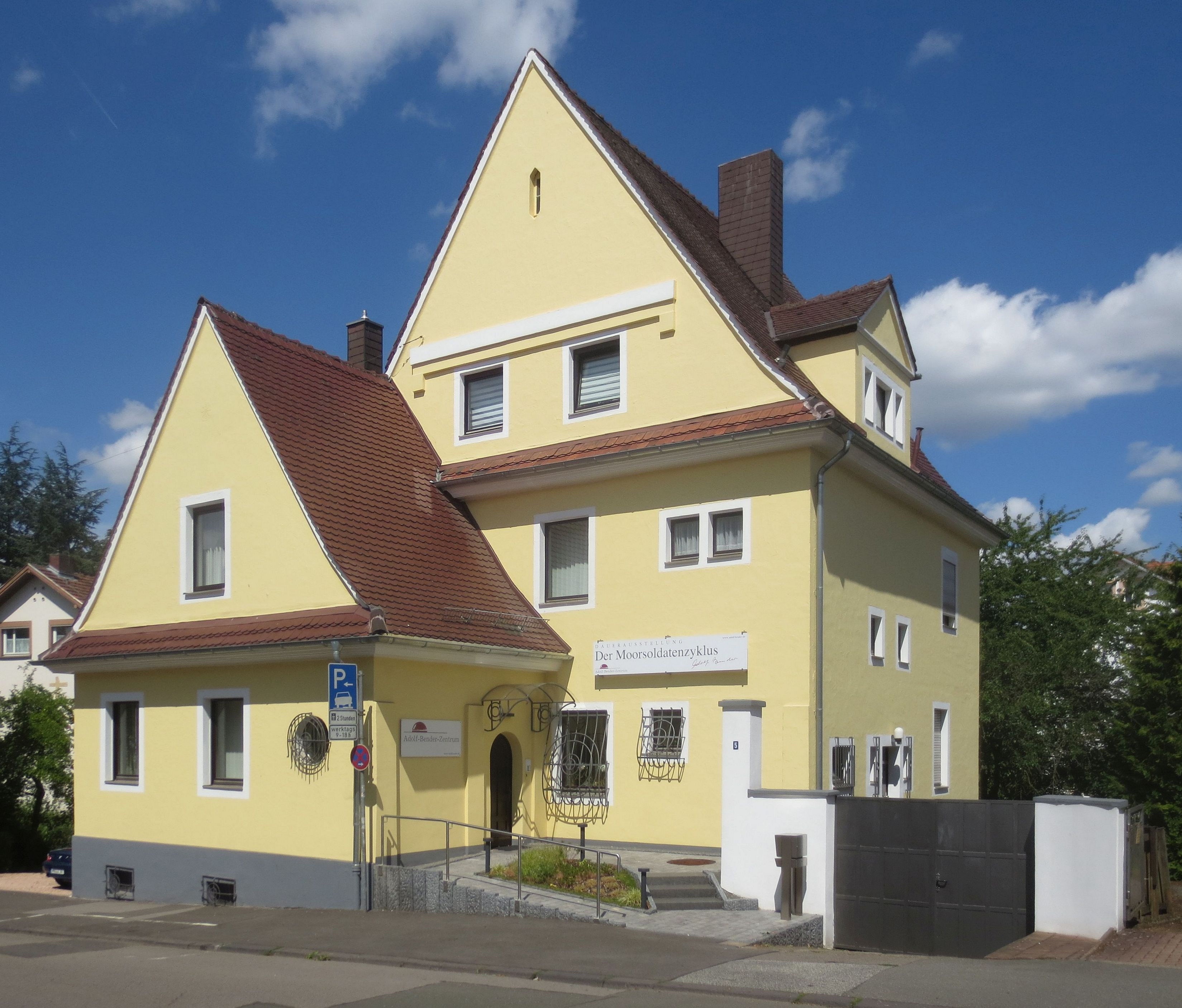
Sitz des Adolf-Bender-Zentrums in St. Wendel (2015)

Das Adolf-Bender-Zentrum e. V., 1985 in St. Wendel (Saarland) gegründet, ist ein freier Träger der Kinder- und Jugendhilfe, der auch über die Landesgrenzen hinaus tätig ist.
Zu den Tätigkeitsschwerpunkten des Zentrums gehören neben Demokratie- und Menschenrechtsbildung, Beratung und nachhaltige Förderung zivilgesellschaftlicher Strukturen – gegen Rechtsextremismus, Rassismus und Antisemitismus. Es arbeitet sowohl im Bereich der Prävention als auch der Intervention.

## Gründung
Gegründet wurde das Zentrum 1985 auf Initiative des saarländischen Landtagsabgeordneten Armin Lang. Gründungsmitglieder waren u. a. Hans Bender (Sohn des Namensgebers), der Historiker Michael Mallmann, Helmar Schulz und Elmar Peiffer. Namensgeber war der St. Wendeler Maler Adolf Bender (1903–1997). Bender war Demokrat, Antifaschist und Pazifist, was ihm in der Nazi-Zeit Verfolgung und zeitweise Internierungen in den Konzentrationslagern Börgermoor und Esterwegen einbrachte. Nach dem Krieg erzählte er lange Zeit als Zeitzeuge Schulklassen und Jugendgruppen von seinen Erfahrungen. In seiner Bilderserie „Moorsoldatenzyklus“, die als Dauerausstellung im Haus zu sehen ist, verarbeitete er seine Erlebnisse.
Das Zentrum hat seinen Sitz in dem ehemaligen Forsthaus der Stadt St. Wendel, dessen Räumlichkeiten dem bildungspädagogischen Auftrag entsprechend umgebaut wurden. Geleitet wird das Zentrum von dem hauptamtlichen Geschäftsführer Jörn Didas (seit 2017).

## Aufgaben
Zentrales Ziel des Adolf-Bender-Zentrums ist die Förderung eines menschenrechtsfundierten, demokratischen Umgangs mit Vielfalt und Pluralismus in der Gesellschaft.
Davon leiten sich die Aufgaben und Angebote des Adolf-Bender-Zentrums ab:
- Demokratie- und Menschenrechtsbildung für Kinder, Jugendliche und Erwachsene
- Beratung bei rechtsextremen Vorfällen
- Entwicklung demokratischer Strukturen
- Historische Forschungen und Erinnerungspädagogik

## Auszeichnungen
- 2018: Bester Film in der Kategorie Humor und Ironie bei CRÉAJEUNE für den Film „WUP Das Satire Magazin“
- 2017: 1. Platz beim Saarländischen Weiterbildungspreis für das Projekt „Gleiches Recht für alle – gegen Ausgrenzung und Diskriminierung“.
- 2017: Axel-Buchholz-Preis in der Kategorie Online/Digital für das Projekt „Multimediale und inklusive Erinnerungsarbeit: Jüdisches Leben in der Gemeinde Nohfelden“
- 2017: Anerkennungspreis beim DenkT@g Wettbewerb für das Projekt „Multimediale und inklusive Erinnerungsarbeit: Jüdisches Leben in der Gemeinde Nohfelden“
- 2017: 2. Platz beim Fair@School-Wettbewerb für das Projekt „Multimediale und inklusive Erinnerungsarbeit: Jüdisches Leben in der Gemeinde Nohfelden“
- 2016: Axel-Buchholz-Preis für den Dokumentarfilm „Saarlouis – Eine neue Heimat für Flüchtlinge?“
- 2016: Auszeichnung durch den Nachhaltigkeitsrat Werkstatt N
- 2016: Bester Film zum Thema Integration beim Videowettbewerb CRÉAJEUNE für den Videoclip „Was ist Fremdenfeindlichkeit?“
- 2015: 2. Platz beim Landesfilmfestival für den Videoclip „Was ist Fremdenfeindlichkeit?“
- 2015: Ehrenpreis des Bürgermeisters der Gemeinde Gersheim für den Videoclip „Was ist Fremdenfeindlichkeit?“
- 2013: Auszeichnung durch PHINEO für das Projekt „Hass ist ihre Attitüde – Was passiert in der rechten Szene“

## Veröffentlichungen
- Albrecht, Uwe / Didas, Jörn / Groß, Michael (2017): Rechtsextremismus in den ländlichen Räumen des Saarlandes, in: Simon, Titus: Rechtsextremismus in den ländlichen Räumen, Hrsg.: Bund der Deutschen Landjugend e. V., S. 128–133.
- Groß, Michael (2016): Rechtsextremismus und Menschenfeindlichkeit im Internet, in: Saarbrücker Hefte (Hrsg.), Heft 113/116, Blattlaus Verlag, Saarbrücken, S. 20–26.
- Walter Löb. Das außergewöhnliche Leben eines Zeitzeugen. Autobiografie einer saarländischen Kindheit unter den Nazis, Hrsg.: Adolf-Bender-Zentrum, St. Wendel, 2015.
- Döring, Thomas (2013): ...um es einfach zu erzählen. Das Leben des Zeitzeugen Alex Deutsch. Hrsg.: Adolf-Bender-Zentrum, Conte Verlag, St. Ingbert.
- Hass ist ihre Attitüde. Rechtsextremismus in Deutschland, Hrsg.: Adolf-Bender-Zentrum, St. Wendel, 2012.
- Adolf Bender. Der Moorsoldaten-Zyklus, Hrsg.: Adolf-Bender-Zentrum, St. Wendel, 2009.
- Damit es nicht vergessen wird: Beiträge zur Geschichte der Synagogengemeinden des Kreises St. Wendel. Hrsg.: Michael Landau. Mit Beitr. von Bodo Bost u. a. St. Wendel: ABZ, 1988. - 216 S., Ill. (Veröffentlichungen des Adolf-Bender-Zentrums; 1)
- Friede den Hütten und Krieg den Tyrannen und Despoten: Beiträge zur Geschichte der Französischen Revolution und ihrer Folgen im Raum St. Wendel / Hrsg.: Gerhard Heckmann u. a. St. Wendel:ABZ, 1989. - 230 S., Ill., Ktn.(Veröffentlichungen des Adolf-Bender-Zentrums; 2)
- Das ganze Deutschland sollt es sein: politische Kultur in St. Wendel und der Saarregion 1830–1850. Hrsg.: Gerhard Heckmann. Mit Beitr. von Walter Burnikel u. a. St. Wendel : Adolf-Bender-Zentrum , 1992. - 267 S. : Ill. (Veröffentlichungen des Adolf-Bender-Zentrums; 3) ISBN 3-929311-00-3
- Schmitt, Johannes: Von der Agrargemeinde zum Pauperismus – zur Krise der ländlichen Gesellschaft der Nordsaarregion in der ersten Hälfte des 19. Jahrhunderts. St. Wendel: Adolf-Bender-Zentrum , 1993. - S. 51–102 (Aus: Das ganze Deutschland sollt es sein)
- Änne Meier – ein Beispiel von Widerstand und Verfolgung während der NS-Zeit. [Begleitheft zur Ausstellung]. Hrsg.: Adolf-Bender-Zentrum e. V. Katalogred.: Dieter Wirth u. a. St. Ingbert: Dengmerter Heimatverl, 1995. 57 S.,Ill.
- Landau, Michael / Merks-Krahforst, Martina: Abenteuerlust – Mut der Verzweiflung? Wanderungsbewegungen im Saarraum nach dem Dreißigjährigen Krieg bis Ende des 19. Jh. mit Schwerpunkt Kreis St. Wendel. [Ausstellungskatalog]. Hrsg.: Adolf-Bender-Zentrum. St. Wendel: Selbstverl. d. ABZ, 1995. 86 S. : Ill.
- Hohnhorst, Martin von: Hast'e mal 'ne Mark? Adolf-Bender-Zentrum zeigt Ausstellung zur Kinder- und Jugendarmut. In: Sonntagsgruß; Jg. 1997, S. 5, Ill.
- Graf, Sabine: Geschichte in der Gegenwart – Adolf-Bender-Zentrum. In: Der Arbeitnehmer; Jg. 45 (1997), S. 394, Ill.
- Tigmann, Eva: Was geschah am 9. November 1938? Eine Dokumentation über die Verbrechen an der jüdischen Bevölkerung im Saarland im November 1938. Hrsg.: Adolf-Bender-Zentrum, 1998. 131 S., Ill.
- Damit so etwas nie mehr geschieht – 20 Jahre Adolf-Bender-Zentrum (1985–2005) Mit Beitr. v. Armin Lang u. Susanne Schmidt. In: Heimatbuch des Landkreises St. Wendel 30 (2004–2006), S. 54–61, Ill.